# Sommerhoffpark

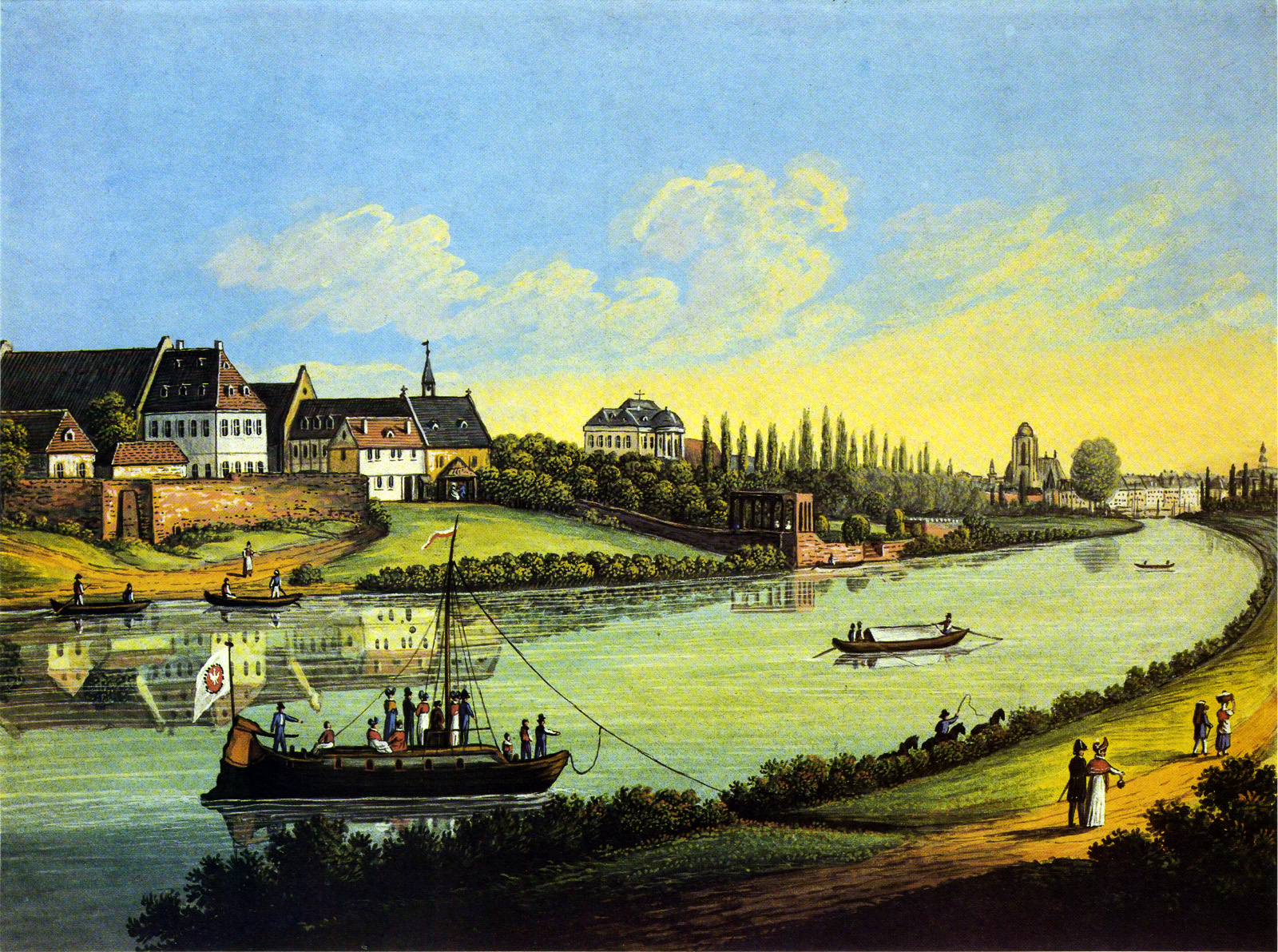
Mainpanorama um 1825. Ansicht vom Südufer des Mains bei Niederrad in Richtung Nordosten. In der Bildmitte das Gogelsche Herrenhaus mit Parkanlage, links davon der benachbarte Gutleuthof

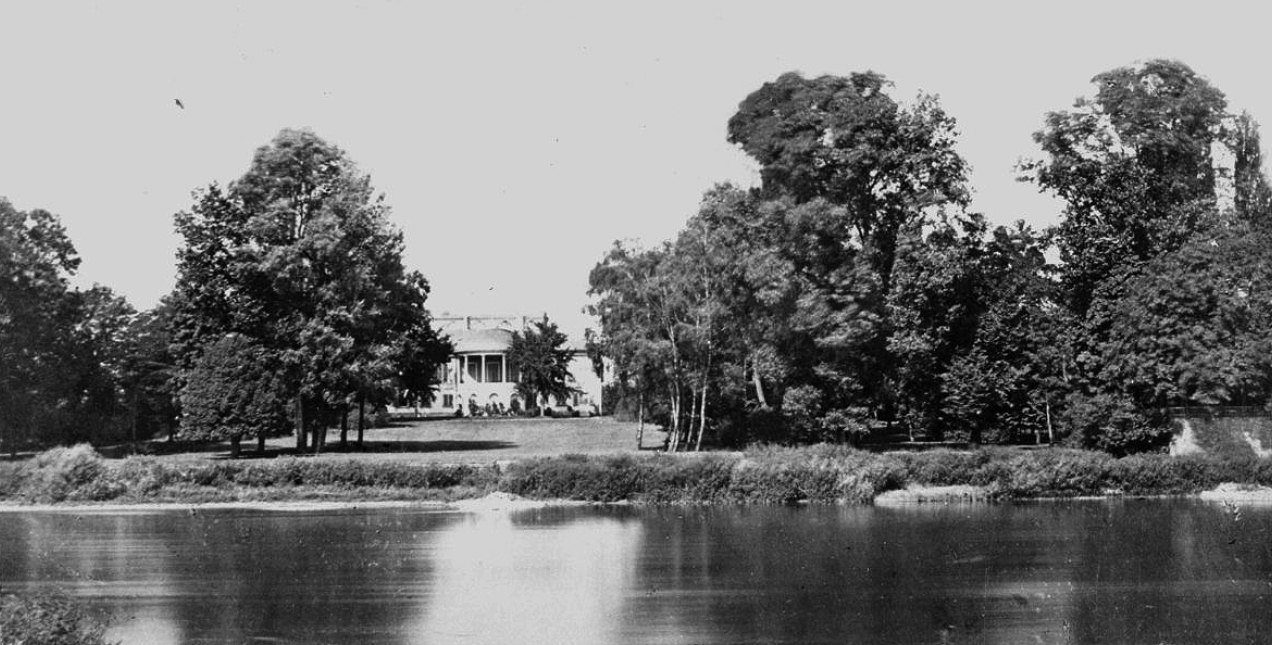
Gogels Gut, gesehen vom Main aus, aufgenommen 1872 von Carl Friedrich Mylius

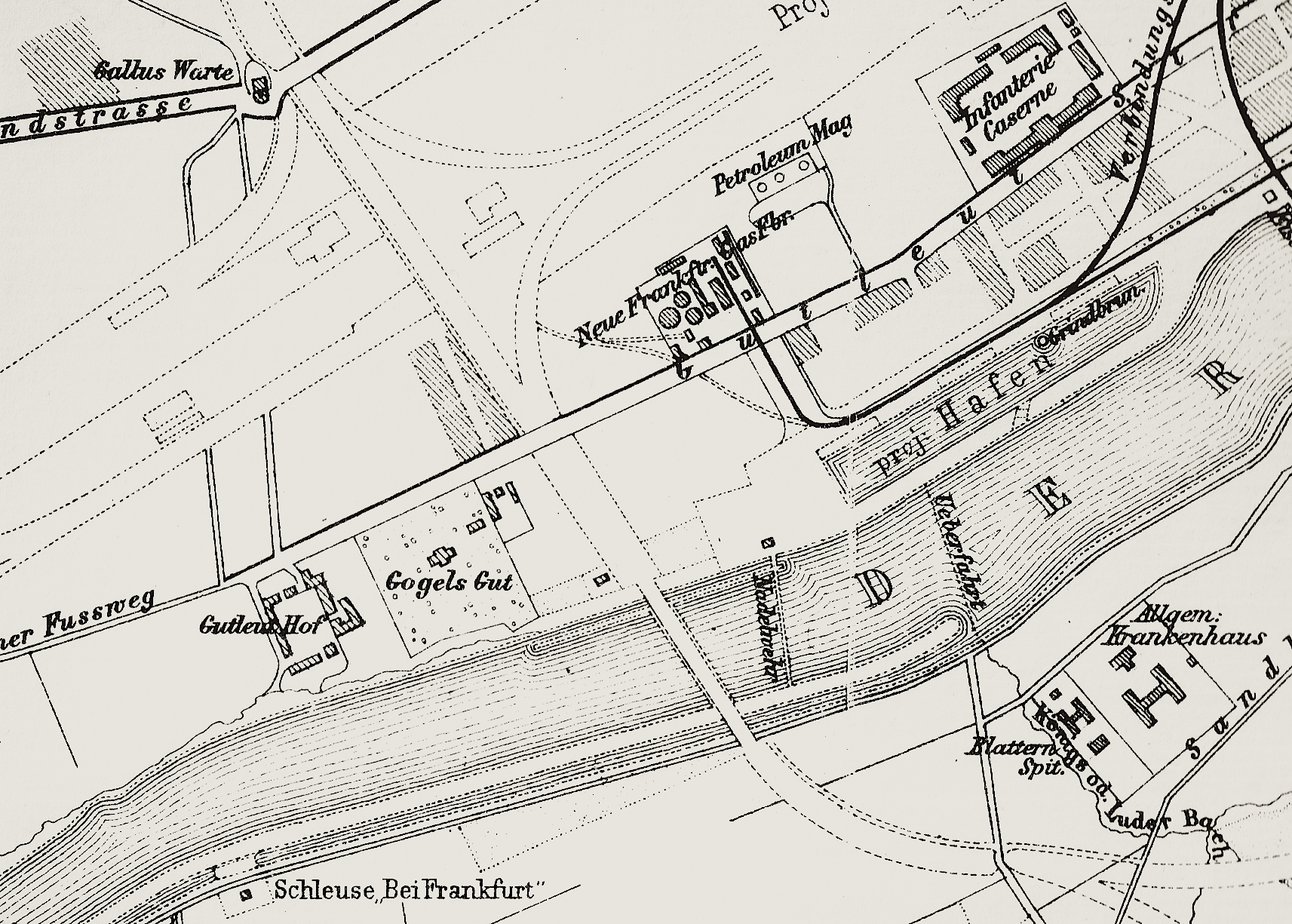
Gogels Gut (Mitte links) auf einem Stadtplan von 1885 der Ravensteinschen Verlagsanstalt

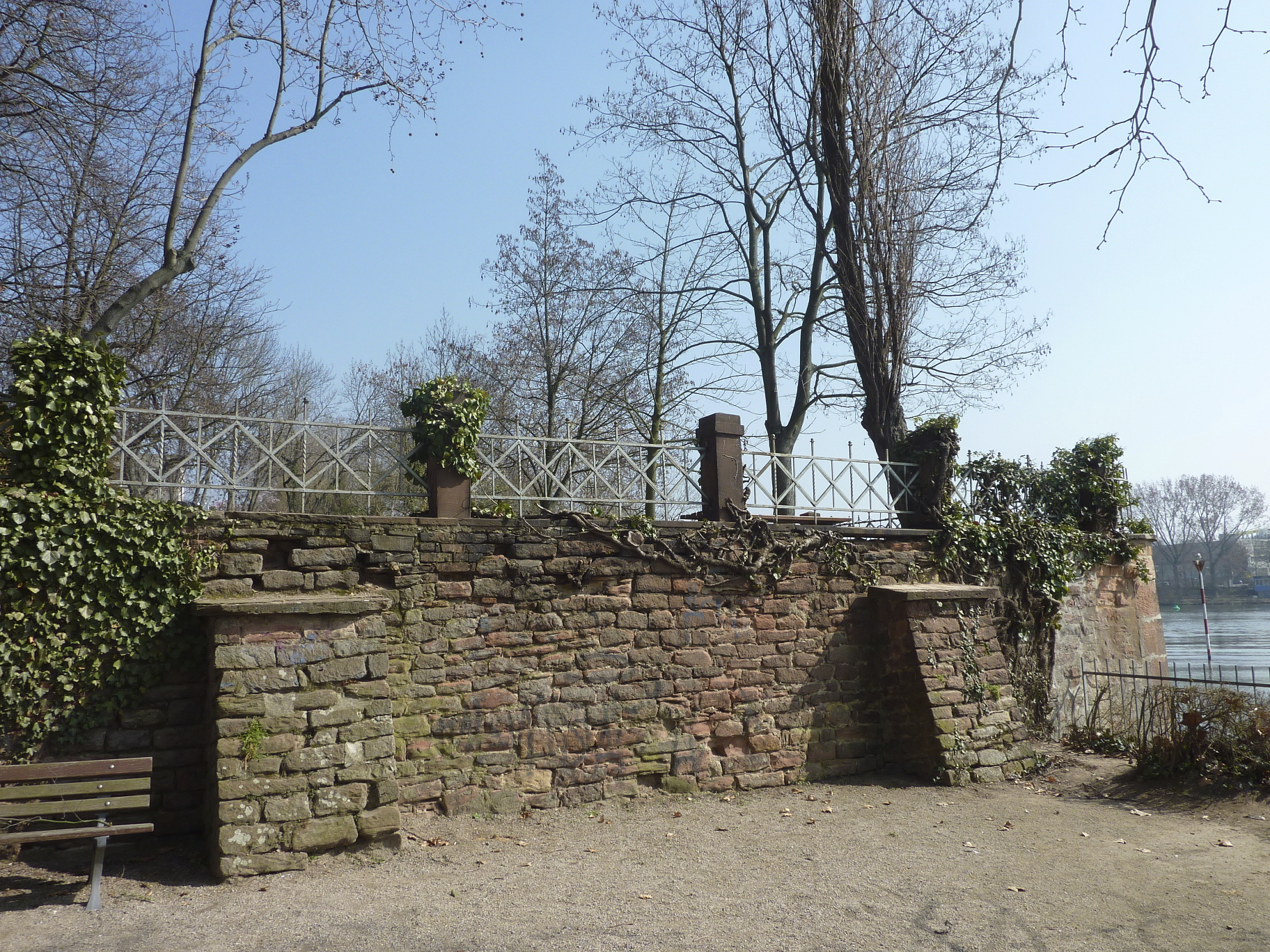
Ansicht der Stützmauer der östlichen Terrasse des Sommerhoffparks von Westen. Am rechten Bildrand der Fluss Main

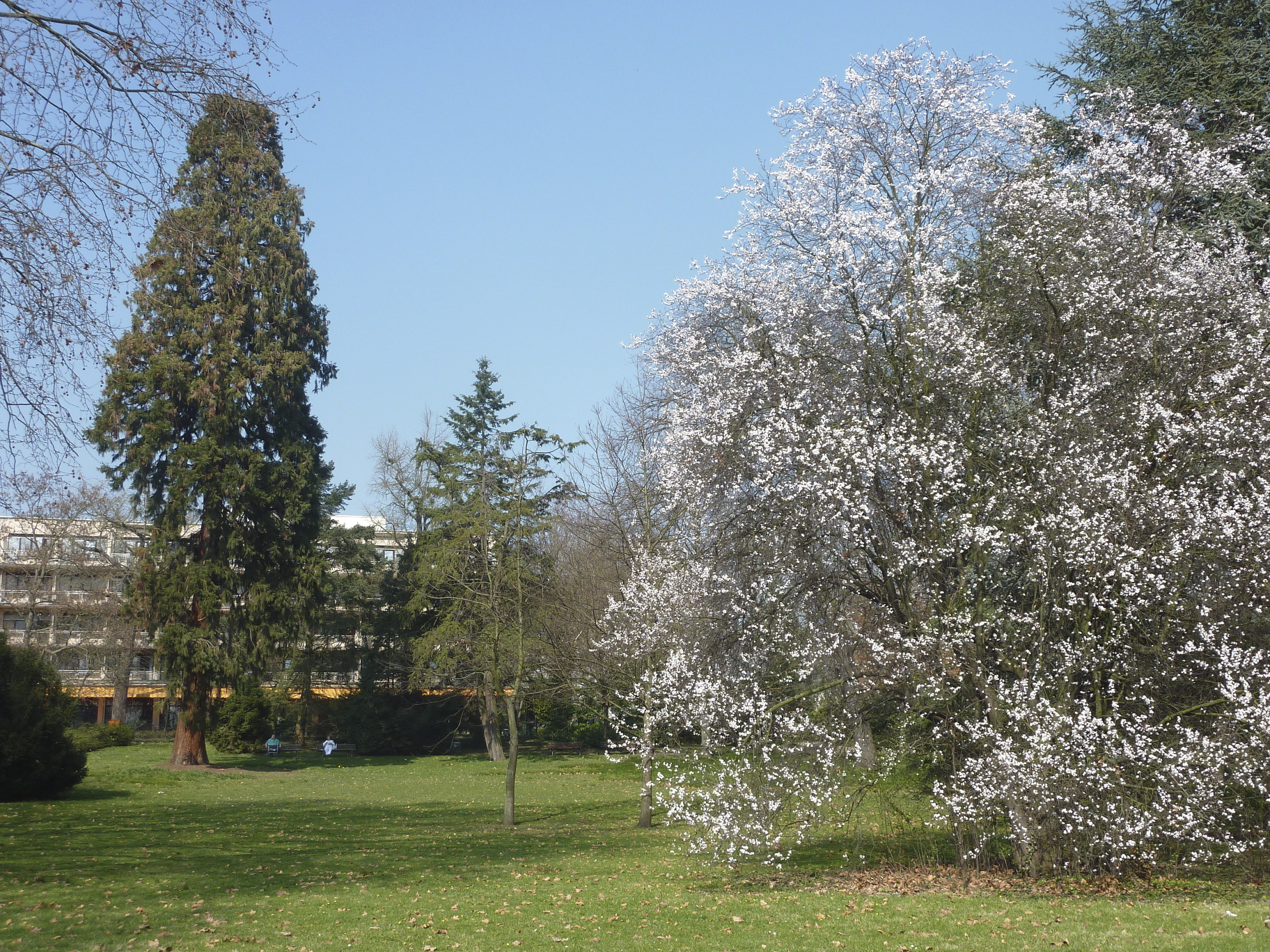
Sequoia (links) und blühende Zierkirsche (rechts) im Sommerhoffpark

Der Sommerhoffpark ist eine seit dem 19. Jahrhundert bestehende, 2,47 Hektar große Grünanlage im Stadtviertel Gutleut der hessischen Stadt Frankfurt am Main. Der heute öffentlich zugängliche Park ging aus einem privaten Englischen Landschaftsgarten hervor, der vom frühen bis zum späten 19. Jahrhundert zum Landwohnsitz des Frankfurter Bankiers Johann Noë Gogel gehört hatte. Seit 1928 ist der Park im Besitz der Stadt Frankfurt.

## Geschichte
Mit der Niederlegung der Frankfurter Stadtbefestigung zu Beginn des 19. Jahrhunderts und der Umwandlung der betreffenden Grundstücke in Grünanlagen (→ Frankfurter Wallanlagen) wuchs das Interesse wohlhabender Frankfurter Bürger an repräsentativen Landsitzen außerhalb der Stadtgrenzen. Der Weinhändler und Bankier Johann Noë Gogel hatte das unmittelbar am nördlichen Mainufer neben dem Gutleuthof liegende Grundstück des heutigen Parks im Jahr 1803 erworben. Er beauftragte den prominenten Architekten Salins de Montfort mit dem Bau eines Herrenhauses mit Nebengebäuden, darunter Gärtnerhaus und Gewächshaus. Gogel ließ auf dem Grundstück außerdem einen Landschaftspark nach englischem Vorbild anlegen. Im Jahr 1883 wechselte der Landsitz mit Park den Besitzer; das Anwesen wurde nach diesem in Sommerhoffpark umbenannt. 1928 kaufte die Stadt Frankfurt das Anwesen auf und wandelte es in eine öffentliche Parkanlage um. Die Stadt richtete auf dem Gelände umfangreiche Lehr- und Freizeitangebote für Kinder und Jugendliche ein, darunter einen Spielplatz mit Planschbecken, ein Flussschwimmbad am Mainufer, Arbeitsgärten und Freiluft-Unterrichtsplätze für Schüler sowie ein Vogelschutzgehölz.
Das Herrenhaus wurde im Zweiten Weltkrieg bei den Luftangriffen auf Frankfurt am Main zerstört. Von den Bauwerken des Gogelschen Landsitzes sind lediglich Teile der Umfassungsmauern sowie einige schmiedeeiserne Geländer erhalten geblieben. Der heutige Park verfügt über einige großgewachsene Bäume, darunter ein Einzelexemplar einer Küstensequoia sowie einige sehr hohe und ausladende Platanen.

## Lage und Verkehrsanbindung
Der Sommerhoffpark liegt in dem von Gewerbe- und Industrieanlagen geprägten westlichen Teil des Gutleutviertels südwestlich der Frankfurter Innenstadt. Mit der Südseite grenzt das Parkgelände unmittelbar an das rechte (nördliche) Ufer des Flusses Main. Der Park hat nur einen einzigen öffentlichen Zugang. Dieser befindet sich, leicht zu übersehen, an der nordwestlich vom Park gelegenen Gutleutstraße zwischen dem Johanna-Kirchner-Seniorenheim und einem Schulkomplex. Wegen einer im 20. Jahrhundert errichteten hohen Kaimauer und Zäunen am Flussufer ist der Park nicht mehr von der Wasserseite her erreichbar. In der unmittelbaren nordöstlichen Nachbarschaft des Sommerhoffparks befinden sich zwei Schulen, eine Kindertagesstätte, ein Seniorenwohnheim nebst Wohnanlage für Senioren, sowie die über den Main führende Main-Neckar-Brücke. Direkt gegenüber dem Park, am südlichen Mainufer, liegt auf einer Breite von etwa 500 Metern das Licht- und Luftbad Niederrad, dessen durchgehende Begrünung und Bestand an hohen Bäumen eine von Botanik geprägte Aussicht vom Sommerhoffpark aus bieten.
Der Sommerhoffpark ist über öffentlich zugängliche Grundstücke und Wege ausschließlich von der im Osten an den Frankfurter Wallanlagen beginnenden Gutleutstraße her erreichbar. Das Grundstück hat die Anschrift Gutleutstraße 315. Einen weiteren Zugang gibt es vom Gelände des Altenwohnheims, sowie nicht einsehbar hinter der Sporthalle der Berufsschule über den Gutleuthofweg. Die nächstgelegene S-Bahn-Station ist der in etwa einem Kilometer Entfernung nordwestlich liegende Bahnhof Frankfurt-Galluswarte.